# Llana negra
Llana negra és un curtmetratge catalanoandorrà de ficció dramàtica de l'any 2021 sobre el retrobament de dues germanes, dirigit i coprotagonitzat per l'actriu i directora de cinema catalana Elisabet Terri Ruiz.
Fou coproduït per Fishcorb Films i Imminent Produccions, de 19 minuts de durada i gravat al Coll de la Botella (la Massana). S'estrenà el juliol del 2021 al Cerdanya Film Festival i fou distingit amb fins a 8 guardons i 30 seleccions en esdeveniments cinematogràfics de diversa índole, entre els quals la Bisnaga de Plata en la categoria de millor ficció en la 25a edició del Festival de Màlaga.

## Argument
Na Bruna (interpretada per Elisabet Terri Ruiz) i na Noa (Íngrid Rubio i Ruiz) són dues germanes amb una relació molt complexa, plena de rancor i que duen pràcticament mitja vida sense parlar-se. Na Bruna n'és la germana petita, que acumula un sentiment de ràbia i culpabilitat i és tractada com l'ovella negra, fet que li confereix el títol a la pel·lícula. Ambdues es veuen abocades a retrobar-se a les Valls d'Andorra, en una furgoneta de campament i allà on estiuejaven amb el seu pare (interpretat per Gil Blasi), per tal d'enfrontar-se plegades a una situació del passat en una autocaravana que utilitzen com a divan psicoanalític.

## Producció i estrena
Llana negra es va gravar entre l'octubre del 2020 i el gener del 2021 al Coll de la Botella, pertanyent al nucli d'Arinsal de la parròquia andorrana de la Massana. La producció fou subvencionada amb 4.570 € pel ministeri de Cultura d'Andorra i fou inscrita amb origen espanyol per l'Institut Català de les Empreses Culturals.
S'estrenà per primer cop al Cerdanya Film Festival de juliol del 2021 amb una gran recepció del públic i amb la intenció de classificar-se per als Premis Goya. A Andorra es projectà per primera vegada al Teatre de les Fontetes de la Massana, en el marc del cicle «La Cultura no s'atura» i amb presència institucional del comú i del Govern d'Andorra.

## Crítica
El film és un homenatge a la memòria tant familiar com de l'individu cap a les persones que no hi són però deixen empremta, així com de les ferides del dolor humà. Se l'ha definit com «una trobada íntima, silenciosa i única, partícip d'un ritual ple de respecte» amb una refinada producció, una història madura i ben executada i una consolidació de la trajectòria com a directora de Terri Ruiz.

## Guardons
Llana negra acumulà, entre els anys 2021 i 2022, fins a 30 seleccions en festivals des de l'àmbit català a l'internacional, a banda dels vuit premis següents:
- Bisnaga de Plata al millor curtmetratge de la Mostra de cinema de dones a l'escena del Festival de Màlaga[11]
- Premi a la millor interpretació en la secció de curtmetratges per a Íngrid Rubio al Festival de Cinema de Girona[7][12]
- Premi del II Festival Visualízame en tu memoria[4]
- Trofeu al Millor Curtmetratge Amateur en Català al Trofeu Torretes Foto-Film del Festimatge de Calella[13]
- Premi de la Crítica del Port Blair International Film Festival[9]
- Millor curt internacional a l'Screen Power Film Festival de Londres[5]
- Millor fotografia a l’Screen Power Film Festival de Londres[5]
- Premi a la millor interpretació per a Íngrid Rubio al Festival Oriana de Sant Andreu de la Barca[5]